# Kukrimon cucphuongensis
Kukrimon cucphuongensis is een krabbensoort uit de familie van de Potamidae. De wetenschappelijke naam van de soort is voor het eerst geldig gepubliceerd in 1975 door Dang.